# بابلو البانو
بابلو البانو (بالإسبانية: Pablo Albano)‏ مواليد 11 أبريل 1967 في بوينس آيرس، الأرجنتين، هو لاعب كرة مضرب أرجنتيني سابق كان يلعب باليد اليمنى بدأ مسيرته كمحترف عام 1986، اعتزال اللعب في 2001.

## روابط خارجية
- بابلو البانو على موقع رابطة محترفي التنس (الإنجليزية)
- بابلو البانو على موقع الاتحاد الدولي لكرة المضرب (الإنجليزية)
- بابلو البانو على موقع كأس ديفيز (الإنجليزية)
- بابلو البانو على موقع خلاصة التنس.كوم (الإنجليزية)